# Sichtweite

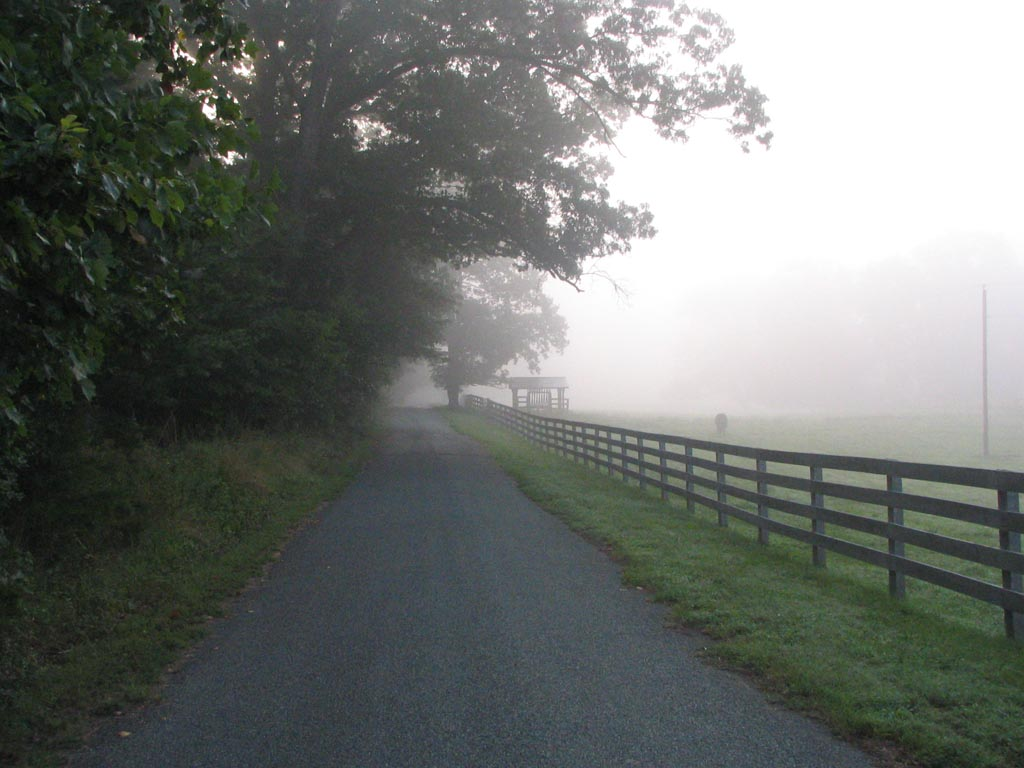
Nebel mit etwa 60 m Sichtweite

Als Sichtweite oder auch Sicht im engeren Sinne bezeichnet man die maximale horizontale Entfernung, die es gerade noch erlaubt, ein dunkles Objekt in Bodennähe vor hellem Hintergrund zu erkennen. Sie wird auch als meteorologische Sichtweite bezeichnet. Sie wird im Wesentlichen durch Streuung in der Atmosphäre begrenzt.
Im Unterschied dazu gibt es noch anderen Sichtweiten:
- Die geometrische Sichtweite wird durch die Erdkrümmung begrenzt und wird von den Höhenpositionen des Betrachters und des Ziels bestimmt.
  - Unter Berücksichtigung der atmosphärischen Refraktion ergibt sich daraus die optische oder geodätische Sichtweite.
  - Unter Berücksichtigung von Diffraktion ergeben sich im Radiobereich größere Reichweiten.
  - Unter Berücksichtigung zusätzlicher geografischer Sichthindernisse ergibt sich die geografische Sichtweite.
- Die Sichtweite bei Nacht (Tragweite, Nachtsicht, Feuersicht), in der eine Lichtquelle von einem Beobachter gerade noch wahrgenommen wird, ist ebenfalls meteorologisch begrenzt. Hier spielt zusätzlich die Helligkeit der Lichtquelle und statt der Streuung die Absorption in der Atmosphäre eine Rolle.

## Meteorologische Sichtweite

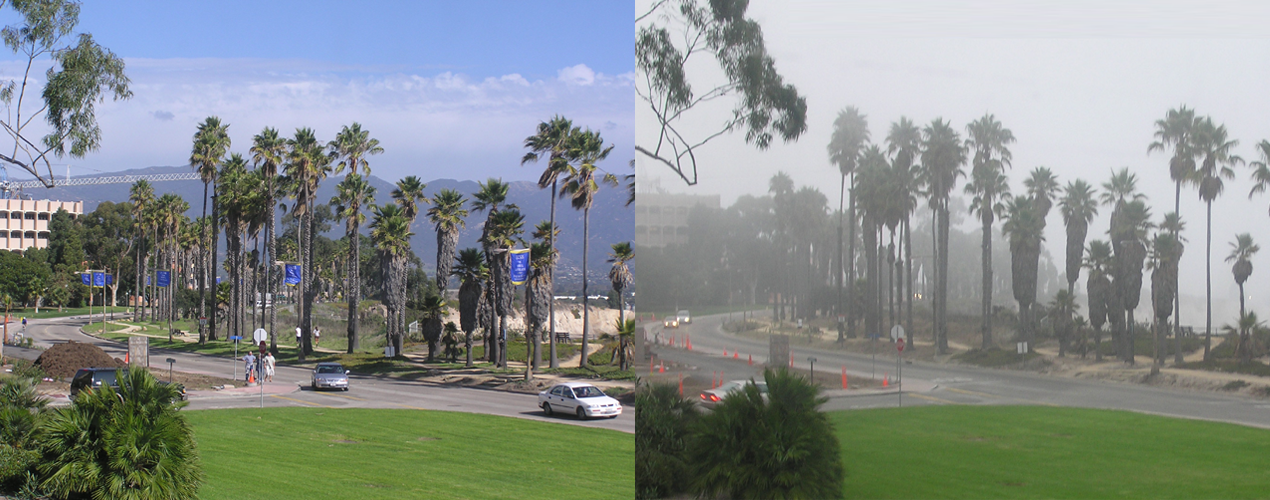
links: Sicht bei klarem Wetter; rechts: durch Nebel reduzierte Sichtweite

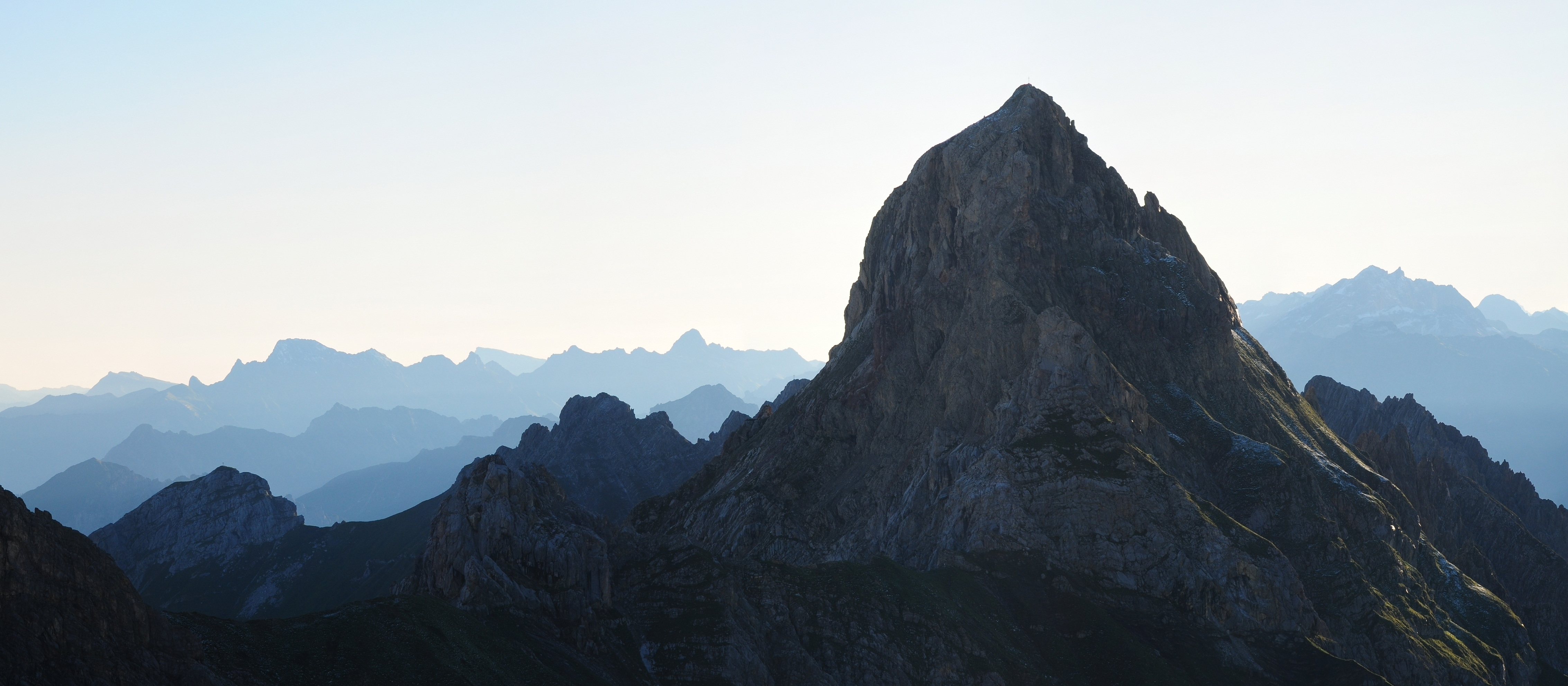
Abnahme des Kontrastes relativ zum Himmel mit zunehmender Entfernung der Berge

Die Sichtweite wird mit einem Transmissometer zum Beispiel an Flughäfen (RVR) gemessen. Folgende Effekte schränken die atmosphärische Sichtweite ein:
Rayleigh-StreuungLichtstreuung an den Molekülen der Luft. Dieser Effekt begrenzt die maximal mögliche Sichtweite auf Meereshöhe auf etwa 300 km.
Mie-StreuungLichtstreuung an Partikeln mit Größen im Bereich von 0,1 µm (feinster Straub, Kondensationskeime) bis einige Millimeter (Regen, Schnee).
- natürliche Lufttrübung:
  - kondensiertes Wasser in der Luft: Hydrometeore wie Regen, Schneefall oder Nebel
  - Staub in der Luft: Lithometeore wie Saharastaub, vulkanische Aerosole, Waldbrände
  - Turbulenzen und Schlierenbildung in der Luft durch Temperatur- und Feuchtigkeitsunterschiede.

- anthropogene Luftverschmutzung
  - Aerosole verursachen eine zusätzliche Lichtstreuung. Typische Bestandteile sind Wasser, Schwefelsäure und feste Partikel.

Die Streuung von Licht in der Atmosphäre reduziert den optischen Kontrast eines Objekts relativ zur Umgebung. Dieses Phänomen nennt man Lichtstreuung. Der Kontrast {\displaystyle K} nimmt exponentiell mit der Entfernung {\displaystyle s} und dem Absorptionskoeffizienten {\displaystyle \sigma } ab:
{\displaystyle K=K_{0}\cdot e^{-\sigma s}},  daraus folgt:  {\displaystyle \ \ln \!{\tfrac {K_{0}}{K}}=\sigma s}
Unter der Annahme, dass der Ausgangskontrast {\displaystyle K_{0}=1} beträgt (Optimalfall) und dass für die Wahrnehmungen ein Mindestkontrast von {\displaystyle K_{\mathrm {min} }=0{,}02\ } (≙ 2 %)
erforderlich ist, besteht zwischen Sichtweite {\displaystyle s} und Absorptionskoeffizienten {\displaystyle \sigma } folgende Beziehung:
| Wetterbedingung               | Sichtweite (km) | Objekt- Mindest- Höhe |
| ----------------------------- | --------------- | --------------------- |
| außergewöhnlich klar          | 280,00          | 5000 m                |
| sehr klar                     | 050,00          | 0125 m                |
| klar                          | 020,00          | 0015 m                |
| leicht diesig                 | 010,00          | 0001,25 m             |
| diesig                        | 004,00          | 0000 m                |
| starker Dunst, leichter Nebel | 002,00          | 0000 m                |
| mäßiger Nebel                 | 001,00          | 0000 m                |
| dichter Nebel, Starkregen     | 000,10          | 0000 m                |
| extremer Nebel, Schneetreiben | 000,01          | 0000 m                |

{\displaystyle \sigma ={\frac {\ln {\frac {K_{0}}{K_{\mathrm {min} }}}}{s}}={\frac {\ln {\frac {1}{0{,}02}}}{s}}={\frac {3{,}912\ldots }{s}}\approx {\frac {4}{s}}}
Eine Sichtweite von 40 km entspricht unter Nutzung dieser Näherung einem Absorptionskoeffizienten von 4 / 40.000 m = 10−4 m−1.
Unter exzellenten Bedingungen (Föhnwetterlagen) sind in Mitteleuropa Fernsichten von 200 bis 250 km, im Himalaya bis 300 km erreichbar.
Im Beispielbild nimmt der Kontrast der Berge zum Himmel mit zunehmender Entfernung ab. Die Bergkette im rechten Bild ist bei Nebel nicht mehr zu sehen.
Die meteorologische Sichtweite nimmt mit der Wellenlänge zu, da sowohl die Rayleigh-Streuung an den Molekülen der Luft wie auch die Streuung an winzigen Wassertröpfen abnimmt. Daher erhöht sich die Sichtweite zu längeren Wellenlängen hin (blau → rot → NIR → MIR). Beobachtungen mit Rotfilter und mit Infrarot-Film oder -Kamera erhöhen die effektive Sichtweite, insbesondere reduziert sich die Streuung an sehr kleinen Partikeln kleiner als die Lichtwellenlänge. Weiterhin ist die Lichtstreuung nicht isotrop, d. h. die Sicht gegen die Sonne ist deutlich geringer als mit der Sonneneinstrahlung.

## Geodätische Sichtweite

### Sichtweite zwischen einem erhöhten Punkt und einer Ebene
Die Krümmung der Erde begrenzt die maximal mögliche Sichtweite.
Die Sichtweite von einem erhöhten Beobachtungspunkt aus (z. B. Gebäude, Turm, Berggipfel oder aber auch von Raumschiffen wie die ISS) hinab auf eine Ebene oder auf die Meeresoberfläche lässt sich mit Hilfe des Satzes des Pythagoras berechnen, da Sichtverbindung und Erdradius die Katheten eines rechtwinkligen Dreiecks bilden und der Abstand des erhöhten Punktes vom Erdmittelpunkt dessen Hypotenuse:
{\displaystyle s^{2}+R^{2}=(R+h)^{2}} (1)
{\displaystyle s={\sqrt {(R+h)^{2}-R^{2}}}} (2)
Nach der ersten binomischen Formel ergibt sich daraus:
{\displaystyle s={\sqrt {(R^{2}+2Rh+h^{2})-R^{2}}}={\sqrt {2Rh+h^{2}}}} (3)
Für terrestrische Beobachter ist {\displaystyle h\ll 2R}, damit {\displaystyle h^{2}} gegenüber {\displaystyle 2Rh} vernachlässigbar. Daher lässt sich die Formel vereinfachen zu:
{\displaystyle s\approx {\sqrt {2Rh}}={\sqrt {2R}}\cdot {\sqrt {h}}} (4)
Die folgenden, dem praktischen Gebrauch dienenden Zugeschnittenen Größengleichungen (5a), (5b) und (5c) ergeben die einheitenlose Sichtweite {\displaystyle \mathbf {s} } in Kilometern, wobei die einheitenlose Höhe {\displaystyle \mathbf {h} } in Metern einzusetzen ist. Für einen Erdradius von {\displaystyle R=} 6370 km erhält man:
{\displaystyle {\mathbf {s_{({\mathit {in\,km}})}} }\approx 3{,}57\ {\sqrt {\mathbf {h_{({\mathit {in\,m}})}} }}} (5a)

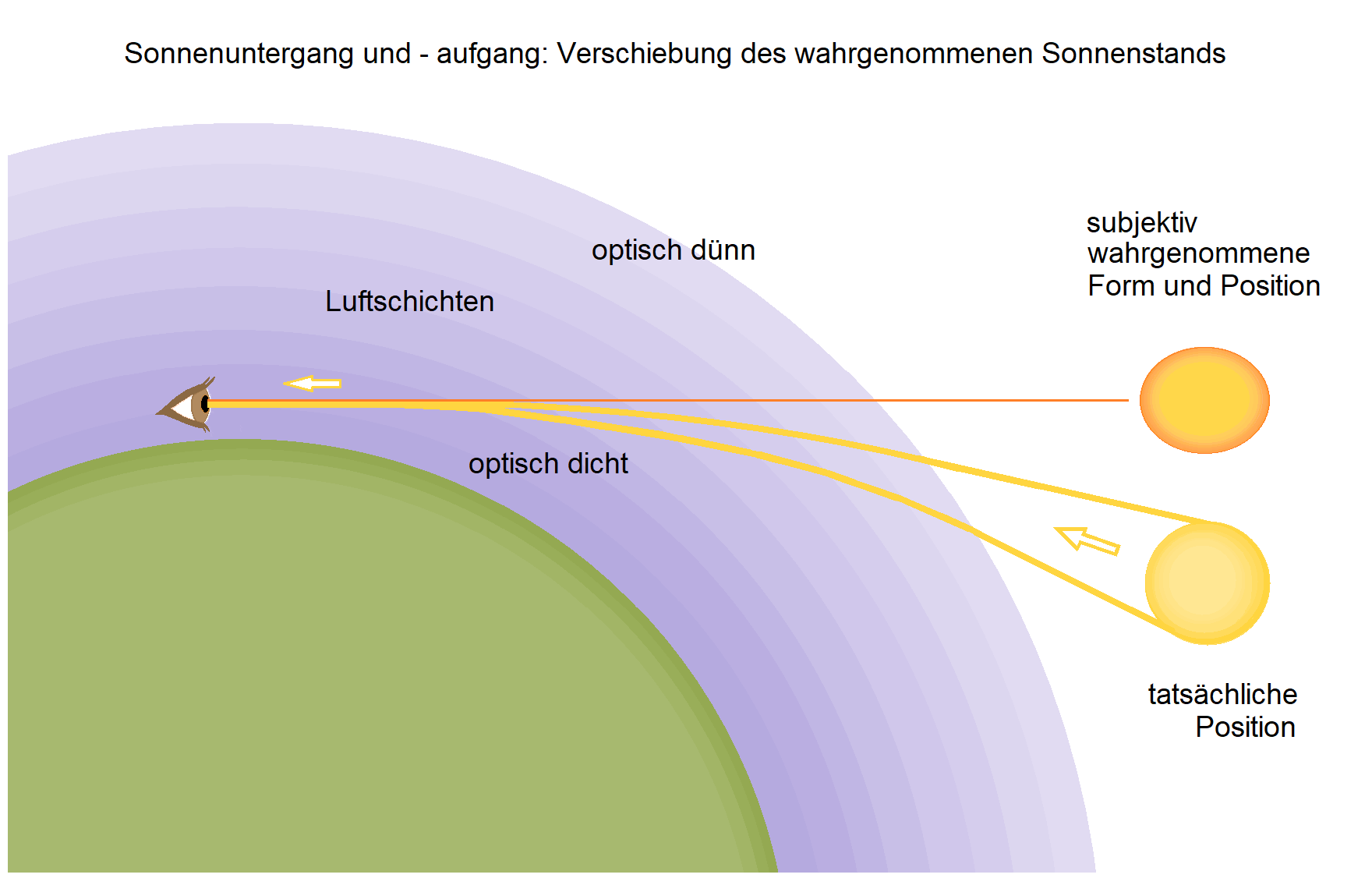
Wahrnehmungstäuschung über die Form und Position der Sonne infolge der terrestrischen Refraktion

Diese Berechnung berücksichtigt allerdings nicht die Refraktion der Atmosphäre. Diese krümmt die Lichtstrahlen zur Erde hin, verringert damit die effektive Krümmung der Erdoberfläche und lässt dadurch die Erde größer erscheinen. Der scheinbare Erdradius im optischen Bereich ist mit {\displaystyle R_{\mathrm {opt} }\approx } 7700 km etwa 20 % größer, die optische Sichtweite ist daher etwa 10 % größer als die geometrische Sichtweite:
{\displaystyle {\mathbf {s} _{\mathrm {opt({\mathit {in\,km}})} }}\approx 3{,}9{\sqrt {\mathbf {h_{({\mathit {in\,m}})}} }}} (5b)
Der Effekt bewirkt allerdings nicht nur eine vergrößerte Sichtweite, sondern es kommt neben der Perspektive zu einer optischen Stauchung von Objekten am Horizont. Ein kugelförmiger Ballon in Horizontnähe erscheint oval.

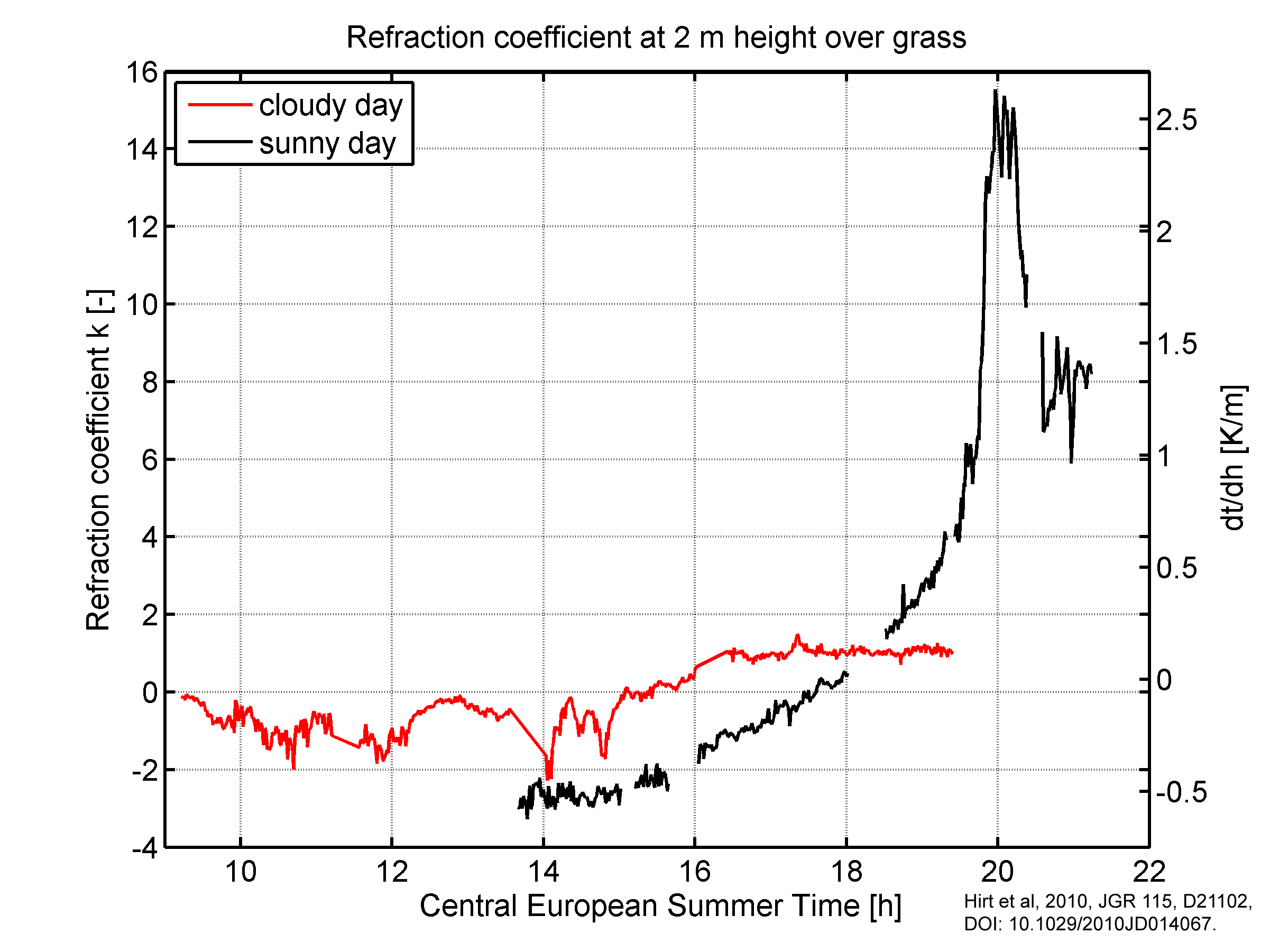
In sehr geringer Höhe über dem Boden ist die Lichtbrechung im Wesentlichen durch den Temperaturgradienten bestimmt, der wetter- und tageszeitabhängig ist.

Die genaue Größe dieses Effekts hängt vom Dichtegradienten, d. h. von Luftdruck, Temperatur und vom vertikalen Temperaturgradienten der Atmosphäre ab und berechnet sich genauer zu:
{\displaystyle R_{\textrm {opt}}={\frac {R}{1-k}}\ } mit {\displaystyle \ k=5{,}03{\frac {\tfrac {p}{\textrm {Pa}}}{\left({\tfrac {T}{\textrm {K}}}\right)^{2}}}\left(0{,}0343+{\frac {\tfrac {dT}{\textrm {K}}}{\tfrac {dh}{\textrm {m}}}}\right)\ } für eine irdische Atmosphäre
mit {\displaystyle T} als Temperatur in K, {\displaystyle \,p} als Druck in Pa und dem Temperaturgradienten {\displaystyle dT/dh} in K/m.
Für die typischen Werte in Meereshöhe von {\displaystyle T=} 288,15 K (15 °C), {\displaystyle \,p=} 101325 Pa und {\displaystyle dT/dh=} −0,006 K/m ergeben sich:
{\displaystyle k=0{,}174\ } und {\displaystyle \ R_{\text{opt}}=1{,}21R=7709\ {\text{km}}}.
Diese Berechnung gilt allerdings nicht für bodennahe Schichten, da für diese der Temperaturgradient weitaus größer sein kann. Erst in einigen hundert Metern Höhe stellt sich ein Gradient von {\displaystyle dT/dh=} −0,006 … −0,007 K/m ein. Weiterhin reduziert sich der Effekt in höheren Schichten der Atmosphäre, was bei Sicht auf Berge im Hochgebirge oder bei Aufenthalt im Hochgebirge zu berücksichtigen ist, da sich dann Teile oder der gesamte Strahlweg in dünneren Schichten der Atmosphäre befinden. So reduziert sich der Faktor 3,9 auf etwa 3,8 auf Höhe des Mont Blanc und auf 3,7 auf Flughöhe von Passagiermaschinen.
Im Bereich von Radiowellen ist der scheinbare Erdradius etwa genauso groß wie im optischen Bereich
Allerdings spielt im Radiowellenbereich weniger die direkte Sichtbarkeit eine Rolle, sondern vielmehr die Signaldämpfung.
Deshalb muss die Diffraktion berücksichtigt werden. Unter Annahme, dass die erste Fresnelzone nicht komplett verdeckt sein darf, damit sich die Dämpfung in Grenzen hält, erhält man als Näherung ({\displaystyle \mathbf {s} } jeweils in km, {\displaystyle \lambda } in m):
{\displaystyle {{\textbf {s}}_{\text{radio(in km)}}}\approx {\sqrt {\left({{\textbf {s}}_{\text{opt (in km)}}}\right)^{2}+1870\ \left({\lambda _{(in\,m)}}\right)^{2\!/\;\!\!3}}}} (5c)
Die Gleichung gilt für die Ausbreitung von Bodenwellen (nicht für Raumwellen mit Reflexionen an der Ionosphäre, die zusätzliche Reichweite verschafft). Für einen Langwellensender mit {\displaystyle \lambda =} 3868 m erhält man eine Reichweite von knapp 680 km.

### Sichtweite zwischen zwei erhöhten Punkten über eine Ebene hinweg
Sind Augen und Objekt über die Referenzebene erhoben, was schon durch die Augeshöhe der in der Ebene stehenden Person gegeben ist, so addieren sich die Abstände beider von der Stelle, wo die sie verbindende Tangente die Erdoberfläche berührt:
{\displaystyle s=s_{1}+s_{2}\approx {\sqrt {2R}}\cdot {\Big (}\!{\sqrt {h_{1}}}+{\sqrt {h_{2}}}{\Big )}} (6a)
beziehungsweise wieder einheitenlos:
{\displaystyle {\mathbf {s} _{\mathrm {opt({\scriptstyle {\text{in km}}})} }}\approx 3{,}9\ {\Big (}\!{\sqrt {\mathbf {h} _{1}{\scriptstyle {\text{(in m)}}}}}+{\sqrt {\mathbf {h} _{2}{\scriptstyle {\text{(in m)}}}}}{\Big )}}. (6b)
Hinweise
- Um die Sichtweite zu erreichen, ist es notwendig, dass sich das gesamte Gelände zwischen den Punkten unterhalb der Sichtlinie befindet; bezogen auf die ellipsoidische Höhe ist dies eine Parabel mit dem Scheitel im tiefsten Punkt, d. h. dem Schnittpunkt der beiden Katheten R und s, s1 bzw. s2.
- Meteorologische Sichtbarkeit und Lichtverhältnisse/Sonnenstand werden hierbei nicht berücksichtigt.

### Beispiele

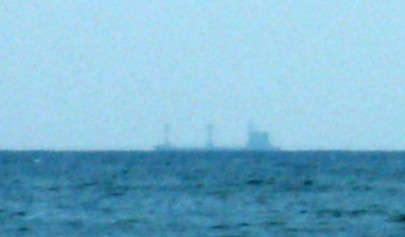
Teleobjektivaufnahme: Ein Teil des Schiffes am Horizont ist aufgrund der Erdkrümmung durch den gewölbten Meeresspiegel verdeckt.

Das rechte Bild entstand auf einer Blickhöhe von {\displaystyle h_{1}=2} m.
Bei diesem Schiff am Horizont wird ein oberhalb der Wasserlinie befindlicher Teil des Schiffsrumpfs aufgrund der Erdkrümmung verdeckt. Daraus folgt bereits, dass das Schiff mehr als 5,6 km weit weg sein muss. Sind 5/10/15 Meter des Schiffsrumpfs nicht sichtbar, dann ist das Schiff weitere 9/12/15 km weit entfernt. (Werte entstammen der folgenden Tabelle.)
Die Tabelle zeigt einige Werte für die maximale optische Sichtweite unter Berücksichtigung der atmosphärischen Refraktion nach Formel (6b). Daran wird die Bedeutung der Höhe des Ausgucks von Schiffen deutlich: Von einem 15 m hohen Mast kann der Beobachter ein Schiff in 15 km Entfernung in kompletter Größe sehen. Umgekehrt sieht die Wache dort von 0 m Höhe aus am Horizont nur den Ausguck des anderen Schiffes.
| 01 m   | 03,9 km | 010 m | 012 km | 100 m | 039 km | 1000 m | 123 km |
| 01,5 m | 04,8 km | 015 m | 015 km | 150 m | 048 km | 1500 m | 150 km |
| 02 m   | 05,6 km | 020 m | 018 km | 200 m | 056 km | 2000 m | 173 km |
| 03 m   | 06,8 km | 030 m | 022 km | 300 m | 068 km | 3000 m | 210 km |
| 04 m   | 07,9 km | 040 m | 025 km | 400 m | 079 km | 4000 m | 241 km |
| 05 m   | 08,8 km | 050 m | 028 km | 500 m | 088 km | 5000 m | 269 km |
| 06 m   | 09,6 km | 060 m | 030 km | 600 m | 096 km | 6000 m | 293 km |
| 07 m   | 10,4 km | 070 m | 033 km | 700 m | 104 km | 7000 m | 315 km |
| 08 m   | 11,1 km | 080 m | 035 km | 800 m | 111 km | 8000 m | 335 km |
| 09 m   | 11,8 km | 090 m | 037 km | 900 m | 118 km | 9000 m | 354 km |

### Sicht aus großen Höhen

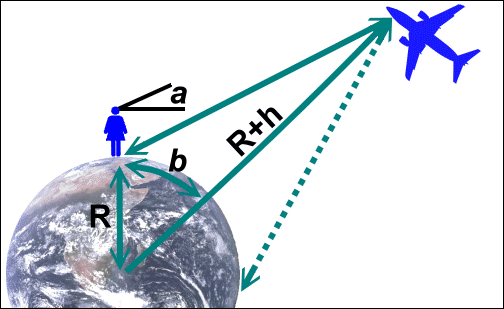
Skizze zur Bestimmung des Winkel-Sichtbarkeitsbereichs β auf der Erde

Bei Sicht aus großen Höhen (Aufklärungs-Flugzeuge, Wetterballons, Satelliten, Blick von Mond) treten weitere Aspekte auf:
- Atmosphärische Effekte werden reduziert, da steiler durch die Atmosphäre geschaut wird.
- Die Näherung der Gleichung (4) ist für größeren Höhen nicht mehr zulässig.
- Es kann ein Mindestwinkel α gefordert werden, unter dem Objekte auf der Erde zu sehen sind.
- Die Sichtweite kann statt in Kilometern in Nautische Meilen, als Winkel β in Bogengrad oder Radian oder als Fläche bzw. Prozentsatz der Erdoberfläche angegeben werden.

Diesmal führen wir die Berechnung mit Hilfe des Sinussatzes durch:
{\displaystyle {\frac {\sin \omega _{1}}{x_{1}}}={\frac {\sin \omega _{2}}{x_{2}}}},  daraus folgt:   {\displaystyle \omega _{1}=\arcsin \left({\frac {x_{1}}{x_{2}}}\sin \omega _{2}\right)\ }. (7)
Bekannt sind zwei Seiten x1 = R und x2 = R + h sowie der der größeren Seite x2 gegenüberliegende Winkel ω2 = 90° + α.
Den gesuchten Winkel βα erhält man unter Nutzung des Innenwinkel-Satzes:
{\displaystyle \beta _{\alpha }=\omega _{3}=180^{\circ }-\omega _{1}-\omega _{2}\ }, (8)
{\displaystyle \beta _{\alpha }=180^{\circ }-(90^{\circ }+\alpha )-\arcsin \left({\frac {R}{R+h}}\sin \,(90^{\circ }+\alpha )\right)=90^{\circ }-\alpha -\arcsin \left({\frac {R}{R+h}}\cos \alpha \right)=\arccos \left({\frac {R}{R+h}}\cos \alpha \right)-\alpha } (9)
Für eine Elevation von α = 0°, wenn die Oberfläche gerade am Rand zu erkennen sein soll, vereinfacht sich (9) zu:
{\displaystyle \beta _{0}=\arccos {\frac {R}{R+h}}}. (10)
Aus β (kann β0 oder βα sein) kann die Sichtweite {\displaystyle s} in Kilometer oder Nautischen Meilen berechnet werden (β in Radian, Radius in gewünschter Einheit):
{\displaystyle s=R\,\beta } (11)
oder die sichtbare Erdoberfläche durch Berechnung des Kugelsegments:
{\displaystyle A=2\pi R^{2}(1-\cos \beta )} (12)
oder der Flächenanteil der Erde durch Division durch die Gesamtkugeloberfläche 4πR2:
{\displaystyle A/A_{\mathrm {Erde} }={\tfrac {1}{2}}(1-\cos \beta )\ }. (13)
Beispiele
- Aus einer Flughöhe von h = 10 km sieht ein Pilot einen Bereich auf der Erde von 2β0 = 2 · 3,2° = 6,4°, entsprechend einem Kreis mit 713 km Durchmesser. Den Randbereich erkennt er nur streifend. Bei einem Mindest-Elevationswinkel von α = 10° reduziert sich der Winkelbereich auf 2βα = 2 · 0,5° = 1,0°, entsprechend einem Kreis mit 111 km Durchmesser.
- Ein geostationärer Satellit in h = 35.800 km Höhe erfasst maximal einen Bereich von 2β0 = 2 · 81,3° = 162,6°.

| Flugobjekt                 | Flughöhe    | Sichtweite Radius {\displaystyle \mathbf {s} } | Sichtweite Radius {\displaystyle \mathbf {s} } | Sichtweite Radius {\displaystyle \mathbf {s} } | Sichtweite Durchmesser {\displaystyle 2\mathbf {s} } | Sichtweite Durchmesser {\displaystyle 2\mathbf {s} } | Sichtweite Durchmesser {\displaystyle 2\mathbf {s} } | Sichtweite Fläche | Sichtweite Fläche | Sichtweite Fläche |
| -------------------------- | ----------- | ---------------------------------------------- | ---------------------------------------------- | ---------------------------------------------- | ---------------------------------------------------- | ---------------------------------------------------- | ---------------------------------------------------- | ----------------- | ----------------- | ----------------- |
| Passagier-Flugzeug         | 10 km       | 3,2°                                           | 357 km                                         | 193 NM                                         | 6,4°                                                 | 713 km                                               | 385 NM                                               | 0,400 Mio. km²    | 0,117 Mio. NM²    | 0,08 %            |
| Flugzeug Lockheed SR-71    | 25 km       | 5,1°                                           | 563 km                                         | 304 NM                                         | 10,1°                                                | 1127 km                                              | 608 NM                                               | 0,997 Mio. km²    | 0,291 Mio. NM²    | 0,20 %            |
| Internationale Raumstation | 400 km      | 19,8°                                          | 2201 km                                        | 1188 NM                                        | 39,6°                                                | 4401 km                                              | 2377 NM                                              | 15,064 Mio. km²   | 4,392 Mio. NM²    | 2,95 %            |
| Iridium-Satelliten         | 780 km      | 27,0°                                          | 3003 km                                        | 1622 NM                                        | 54,0°                                                | 6006 km                                              | 3243 NM                                              | 27,813 Mio. km²   | 8,109 Mio. NM²    | 5,45 %            |
| Globalstar-Satelliten      | 1400 km     | 34,9°                                          | 3884 km                                        | 2097 NM                                        | 69,9°                                                | 7768 km                                              | 4194 NM                                              | 45,937 Mio. km²   | 13,393 Mio. NM²   | 9,01 %            |
| GPS-Satelliten             | 20250 km    | 76,2°                                          | 8467 km                                        | 4572 NM                                        | 152,3°                                               | 16933 km                                             | 9143 NM                                              | 193,944 Mio. km²  | 56,545 Mio. NM²   | 38,04 %           |
| Geostationäre Satelliten   | 35800 km    | 81,3°                                          | 9040 km                                        | 4881 NM                                        | 162,6°                                               | 18080 km                                             | 9762 NM                                              | 216,440 Mio. km²  | 63,104 Mio. NM²   | 42,45 %           |
| Mondoberfläche             | 376330 km   | 89,0°                                          | 9900 km                                        | 5346 NM                                        | 178,1°                                               | 19800 km                                             | 10691 NM                                             | 250,709 Mio. km²  | 73,095 Mio. NM²   | 49,17 %           |
| Lagrange-Punkt L2          | 1,5 Mio. km | 89,8°                                          | 9979 km                                        | 5388 NM                                        | 179,5°                                               | 19958 km                                             | 10776 NM                                             | 253,874 Mio. km²  | 74,018 Mio. NM²   | 49,79 %           |
| Pale Blue Dot              | 6 Mrd. km   | 90,0°                                          | 10006 km                                       | 5403 NM                                        | 180,0°                                               | 20012 km                                             | 10806 NM                                             | 254,952 Mio. km²  | 74,332 Mio. NM²   | 50,00 %           |

| Flugobjekt                 | Flughöhe    | Sichtweite Radius {\displaystyle \mathbf {s} } | Sichtweite Radius {\displaystyle \mathbf {s} } | Sichtweite Radius {\displaystyle \mathbf {s} } | Sichtweite Durchmesser {\displaystyle 2\mathbf {s} } | Sichtweite Durchmesser {\displaystyle 2\mathbf {s} } | Sichtweite Durchmesser {\displaystyle 2\mathbf {s} } | Sichtweite Fläche | Sichtweite Fläche | Sichtweite Fläche |
| -------------------------- | ----------- | ---------------------------------------------- | ---------------------------------------------- | ---------------------------------------------- | ---------------------------------------------------- | ---------------------------------------------------- | ---------------------------------------------------- | ----------------- | ----------------- | ----------------- |
| Passagier-Flugzeug         | 10 km       | 0,5°                                           | 55 km                                          | 30 NM                                          | 1,0°                                                 | 111 km                                               | 60 NM                                                | 0,010 Mio. km²    | 0,003 Mio. NM²    | 0,00 %            |
| Flugzeug Lockheed SR-71    | 25 km       | 1,2°                                           | 133 km                                         | 72 NM                                          | 2,4°                                                 | 267 km                                               | 144 NM                                               | 0,056 Mio. km²    | 0,016 Mio. NM²    | 0,01 %            |
| Internationale Raumstation | 400 km      | 12,1°                                          | 1344 km                                        | 726 NM                                         | 24,2°                                                | 2687 km                                              | 1451 NM                                              | 5,651 Mio. km²    | 1,648 Mio. NM²    | 1,11 %            |
| Iridium-Satelliten         | 780 km      | 18,7°                                          | 2076 km                                        | 1121 NM                                        | 37,4°                                                | 4152 km                                              | 2242 NM                                              | 13,420 Mio. km²   | 3,913 Mio. NM²    | 2,63 %            |
| Globalstar-Satelliten      | 1400 km     | 26,2°                                          | 2908 km                                        | 1570 NM                                        | 52,3°                                                | 5817 km                                              | 3141 NM                                              | 26,117 Mio. km²   | 7,615 Mio. NM²    | 5,12 %            |
| GPS-Satelliten             | 20250 km    | 66,4°                                          | 7379 km                                        | 3984 NM                                        | 132,7°                                               | 14758 km                                             | 7968 NM                                              | 152,758 Mio. km²  | 44,537 Mio. NM²   | 29,96 %           |
| Geostationäre Satelliten   | 35800 km    | 71,4°                                          | 7943 km                                        | 4289 NM                                        | 142,9°                                               | 15886 km                                             | 8578 NM                                              | 173,822 Mio. km²  | 50,678 Mio. NM²   | 34,09 %           |
| Mondoberfläche             | 376330 km   | 79,1°                                          | 8790 km                                        | 4746 NM                                        | 158,1°                                               | 17580 km                                             | 9492 NM                                              | 206,570 Mio. km²  | 60,226 Mio. NM²   | 40,51 %           |
| Lagrange-Punkt L2          | 1,5 Mio. km | 79,8°                                          | 8868 km                                        | 4788 NM                                        | 159,5°                                               | 17735 km                                             | 9576 NM                                              | 209,635 Mio. km²  | 61,120 Mio. NM²   | 41,11 %           |
| Pale Blue Dot              | 6 Mrd. km   | 80,0°                                          | 08894 km                                       | 4802 NM                                        | 160,0°                                               | 17788 km                                             | 09605 NM                                             | 210,680 Mio. km²  | 61,424 Mio. NM²   | 41,32 %           |

### Korrektur durch Refraktion in der Atmosphäre
Für Beobachter außerhalb der Atmosphäre und für Objekte in Meereshöhe kann die Refraktion in der Atmosphäre am besten durch korrigierte Werte von α berücksichtigt werden.
Die Korrektur entspricht der Astronomischen Refraktion der bodennahen Schichten, nur mit umgekehrtem Strahlweg.
Die vom United States Naval Observatory verwendete Formel lautet:
{\displaystyle \alpha _{\mathrm {korr} }=\alpha -\cot _{\mathrm {deg} }\left(\alpha +{\frac {7.31}{\alpha +4.4}}\right)\,},
wobei {\displaystyle \alpha } die Horizontdistanz in Grad und {\displaystyle \cot _{\mathrm {deg} }} der Kotangens mit dem Argument in Grad ist. Der Wert {\displaystyle \cot _{\mathrm {deg} }} gibt die Korrektur in Winkelminuten an.
| 00°   | −0,57° | 02° | 1,70° | 10° | 09,91° |
| 00,5° | +0,02° | 03° | 2,76° | 15° | 14,94° |
| 01°   | +0,59° | 05° | 4,84° | 20° | 19,95° |

## Geografische Sichtweite
Die geografische Sichtweite hängt von der Höhe des Beobachtungsortes und der Topologie seiner näheren und ferneren Umgebung ab. Daneben können auch Bebauung und Bewuchs und somit auch die Jahreszeit eine erhebliche Rolle spielen.

## Sichtweite unter Wasser
Reines Meerwasser hat im Bereich des sichtbaren Lichts eine Extinktionslänge 1/σ von etwa 1,7 m (λ = 700 nm, langwelliges rot) bis etwa 100 m (λ = 450 nm, blau). Bei Tauchgängen in Naturgewässern gilt eine Sichtweite von 40 m als außerordentlich gut. Die Sicht kann getrübt werden durch Schwebeteilchen (Plankton, Blütenstaub, Wüstensand), durch Schwemmteilchen in Strömungen (Flussmündung) oder durch Abwässer und die Einleitung chemischer Stoffe.

## Sichtweite auf anderen Himmelskörpern mit fester Oberfläche

### Keine oder dünne Atmosphäre
Auf Himmelskörpern mit keiner oder sehr dünner Atmosphäre gelten bei angepasstem Radius die gleichen Formeln wie auf der Erde, vorausgesetzt der Himmelskörper ist näherungsweise kugelförmig.
| Körper | Radius  | Sichtweite                                     | Bemerkungen |
| ------ | ------- | ---------------------------------------------- | --- |
| Ceres  | 0480 km | {\displaystyle 0{,}98\ {\sqrt {\mathbf {h} }}} | |
| Mond   | 1737 km | {\displaystyle 1{,}86\ {\sqrt {\mathbf {h} }}} | |
| Merkur | 2440 km | {\displaystyle 2{,}1\ {\sqrt {\mathbf {h} }}}  | |
| Mars   | 3390 km | {\displaystyle 2{,}6\ {\sqrt {\mathbf {h} }}}  | Dünne Atmosphäre kann vernachlässigt werden. Staubstürme können meteorologische Sichtweite auf weniger als 1 km verringern. |

### Dichte Atmosphäre
Wäre die Atmosphäre der Erde knapp sechs Mal dichter als gegenwärtig, wäre die optische Sichtweite nicht nur um 10 % größer, sondern man könnte wesentlich weiter sehen, da sich Licht parallel zur Erdoberfläche ausbreiten würde.
Das {\displaystyle k} in der Formel würde bei diesem Druck etwa gegen 1 gehen:
{\displaystyle R_{\textrm {opt}}={\frac {R}{1-k}}}
was {\displaystyle R_{\textrm {opt}}} gegen unendlich gehen lässt.
Himmelskörper mit noch dichterer Atmosphäre brechen Licht noch stärker zum Himmelskörper hin, so dass Wellenleiterstrukturen entstehen und der Horizont so weit angehoben wird, dass die wahrgenommene Oberfläche konkav wird. Dieser Effekt tritt in der dichten Atmosphäre der Venus auf. Allerdings gibt es auch dort eine maximale Sichtweite und einen Horizont, ab einer Grenz-Elevation verlässt der Blickstrahl die Venus. Siehe Venera 13.